# سیاوش شهشهانی
سیاوش میرشَمس شَهشَهانی (متولّد ۱۰ خرداد ۱۳۲۱ در تهران)، محقق و استاد ریاضیات است. وی در حال حاضر استاد بازنشسته دانشکده علوم ریاضی دانشگاه صنعتی شریف است. او از ابتدای اتصال ایران به شبکه اینترنت مسؤول ثبت دامنه فارسی ‎.ir در مرکز تحقیقات فیزیک نظری بود که در سال ۱۳۸۹ از این سمت استعفا کرد. او تلاشهای بسیاری در زمینه توسعهٔ اینترنت در ایران از زمان آغاز راهیابی اینترنت به این کشور انجام داده‌است.
زمینهٔ فعالیت و تحقیقات او در ریاضیات، عموماً سیستم‌های دینامیکی است.
وی همچنین استاد مریم میرزاخانی بوده است 

## زندگی
سیاوش شهشهانی، در سال ۱۳۲۱ در تهران متولد شد. طی سال‌های ۱۳۳۳ تا ۱۳۳۹، دوره‌های اول و دوم تحصیلات متوسطه را در «دبیرستان اندیشه» و «دبیرستان هدف ۱» گذراند و در سال ۱۳۳۹ تحصیلات خود را در مقطع کارشناسی در رشتهٔ ریاضیات در کالج هوپ در ایالت میشیگان در کشور آمریکا آغاز نمود و سپس از سال ۱۳۴۰ تحصیل در این رشته را در دانشگاه برکلی ادامه داد. او مدرک کارشناسی خود را در سال ۱۳۴۳ (۱۹۶۴ میلادی) دریافت نمود و در همان سال شرکت در دورهٔ تحصیلات تکمیلی را در همان دانشگاه آغاز کرد.
وی در سال ۱۳۴۸ پس از دفاع از رسالهٔ دکتری خود با عنوان «نظریهٔ سرتاسری معادلات دیفرانسیل مرتبهٔ دوم عادی روی خَمینه‌ها» تحت راهنمایی استیو اسمیل مدرک دکترای خود را دریافت نمود و از همان زمان به مدت یک سال در دانشگاه برکلی به تدریس پرداخت.
در سال‌های بعد او به عنوان استادیار در دانشگاه‌های نورث‌وسترن در ایلینوی (سال ۴۹ و ۵۰)، دانشگاه ویسکانسین در مدیسون (سال ۵۰ تا ۵۲)، و دانشگاه میشیگان در ان آربر (سال ۵۲ و ۵۳) حضور یافت.

او در سال ۱۳۵۳ پس از بازگشت به ایران، به عضویت هیئت علمی دانشگاه صنعتی شریف درآمد و در سال ۱۳۵۸ به رتبهٔ استادی در این دانشگاه رسید. وی در همین سال با الهه الهی ازدواج کرد که ثمره آن، دو فرزند به نام‌های «سپهر» و «سهراب» است.
وی از سال ۱۳۶۴ تا ۱۳۶۷ ریاست دانشکده علوم ریاضی دانشگاه صنعتی شریف را به عهده داشته‌است و از سال ۱۳۶۸ تا ۱۳۷۳ به عنوان رئیس بخش ریاضی «مرکز تحقیقات فیزیک نظری و ریاضیات» - که امروزه با نام «پژوهشگاه دانش‌های بنیادی» شناخته می‌شود - فعالیت نموده‌است.
شهشهانی از سال ۱۳۶۷ عضو هیئت تحریریهٔ مجلهٔ نشر ریاضی بوده و علاوه بر آن از سال ۱۳۷۰ تا ۱۳۸۴ مدیر مسئول آن نیز بوده‌است.
او در سال ۱۳۶۸ قائم‌مقام مرکز تحقیقات فیزیک نظری و ریاضیات شد. وی در زمان برقراری اولین اتصال اینترنت در ایران که در این مرکز انجام گرفت، نقشی فعّال در این زمینه ایفا کرد.
سیاوش شهشهانی از شهریور ۱۳۸۲ عضو گروه زبان و رایانه فرهنگستان زبان و ادب فارسی نیز هست.

## افتخارات
سیاوش شهشهانی در سال ۱۳۸۲ به عنوان چهرهٔ ماندگار ریاضیات کشور معرفی شد.
همچنین در روز سه‌شنبه ۷ بهمن ۱۳۸۲ در مراسمی لوح تقدیر انجمن ترویج علم ایران، «به جهت راه اندازی اولین ارتباط اینترنتی در ایران و تلاش برای ثبت نام دامنهٔ 'ir' در دنیا» به شهشهانی اهدا گردید.
سیاوش شهشهانی در سال ۱۴۰۲  بعنوان برنده جایزه انجمن ریاضی ایران معرفی شد.

## آثار

### کتاب‌ها
تألیف
- اسرار مکعب روبیک، نشر نو، تهران، ۱۳۶۱.
- حساب دیفرانسیل و انتگرال، فاطمی، تهران، ۱۳۸۶.
- An Introductory Course on Differentiable Manifolds, Courier Dover Publications, 2016

ترجمه
- جان میلنر، توپولوژی از دیدگاه حساب دیفرانسیل، مؤسسه انتشارات علمی دانشگاه صنعتی شریف، تهران، ۱۳۵۸؛
- (با محمد جلوداری‌ممقانی) آندره ویل، نظریهٔ اعداد، شرکت سهامی انتشارات خوارزمی، تهران، ۱۳۶۹.

### مقالات
انگلیسی
- "Second order ordinary differential equations on differentiable manifolds", Global Analysis (Proc. Sympos. Pure Math. Vol. XIV, Berkeley, Calif. , 1968), Amer. Math. Soc. , Providence, R.I. , 1970, pp. 265–272;
- "Symplectic structures on integral manifollds", Indiana Univ. Math. J.  23 (1973/74), 209-211;
- Some examples of dynamical systems", Control Theory and Topics in Functional Analysis (Internat. Sem. , Internat. Center Theort. Phys. , Trieste, 1974), Vol. Internat. Atomic Energy Agency, Vienna, 1976, pp. 227-234;
- "A new mathematical framework for the study of linkage and selection", Mem. Amer. Math. Soc.  17 (1979), no. 211;
- Periodic solutions of polynomial first order differential equations", Nonlinear Anal.  5 (1981), no. 2, 157-165.

فارسی
- «سیر تاریخی فلسفهٔ ریاضیات»، فرهنگ و اندیشهٔ ریاضی، شمارهٔ اول (۱۳۶۵)، ۱۵–۴۰؛
- «تصویرهایی از برکلی»، پیک ریاضی، شمارهٔ ۳ و ۴ (۱۳۶۵)، ۱۵۱–۱۷۰؛
- «خمهای جبری»، نشر ریاضی، سال ۱، شمارهٔ ۲ (۱۳۶۷)، ۸۵–۹۶؛
- «سی و سه مسئلهٔ قدیمی از مجلهٔ مانتلی»، نشر ریاضی، سال ۲، شمارهٔ ۳ (۱۳۶۸)، ۲۲۸–۲۳۰؛
- «ریاضیات عمومی برای رشتهٔ ریاضی لازم است»، نشر ریاضی، سال ۳، شمارهٔ ۳ (۱۳۶۹)، ۹۹–۱۰۳؛
- «پدیدهٔ هشترودی تکرارشدنی نیست»، نشر ریاضی، سال ۴، شمارهٔ ۱ و ۲ (۱۳۷۰)، ۷۲–۷۳؛
- «مجله‌های ریاضی جهان و کتابخانه‌های ریاضی ایران»، نشر ریاضی، سال ۴، شمارهٔ ۳ (۱۳۷۱)، ۴۵–۵۱؛
- «۲۵ سال واقع‌گرایی: حماسهٔ پیروزی لاک‌پشت»، یادنامهٔ بیست و پنج سال کنفرانس ریاضی'، دانشگاه صنعتی شریف، ۱۳۷۳، صص. ۷۹–۸۳؛
- «المپیاد، اعزام دانشجو، و فرار مغزها»، نشر ریاضی، سال ۸، شمارهٔ ۱ (۱۳۷۵)، ۷۵–۷۶؛
- (با یحیی تابش و امیدعلی کرم‌زاده) «در دفاع از المپیاد»، نشر ریاضی، سال ۸، شمارهٔ ۲ (۱۳۷۶)، ۲–۳؛
- (با احمد شفیعی ده‌آباد) «زنده‌باد دترمینان!»، نشر ریاضی، سال ۸، شمارهٔ ۲ (۱۳۷۶)، ۴۵–۴۶؛
- «سیر و سفری در جهان اعداد» (نقد دو کتاب)، نشر ریاضی، سال ۹، شمارهٔ ۲ (۱۳۷۷)، ۵۴–۵۷؛
- «گزارشی از بحران مجله‌های پژوهشی ریاضی»، نشر ریاضی، سال ۱۰، شمارهٔ ۱ (۱۳۷۸)، ۷۱–۷۲؛
- «همینگ، روئل، و سیارهٔ دوردست»، نشر ریاضی، سال ۱۱، شمارهٔ ۱ (۱۳۷۸)، ۷۱–۷۲؛
- «ریاضیات چیست؟» (نقد کتاب)، نشر ریاضی، سال ۱۲، شمارهٔ ۱ و ۲ (۱۳۸۰)، ۶۸–۷۰؛
- «دربارهٔ راهبری اینترنت»، سومین نشست تخصصی-علمی برنامه‌های مشارکت ایران در دومین مرحله اجلاس جهانی سران دربارهٔ جامعه اطلاعاتی، ۱۳۸۳.

ترجمه
- اف.ج. آلمرگن و ه‍. منتمگری، «مدالهای فیلدز سال ۱۹۷۴»، بولتن انجمن ریاضی ایران، شمارهٔ ۳ (۱۳۵۳)، ۳۸–۵۲؛
- رنه توم، «آیا ریاضیات 'نوین' اشتباهی آموزشی و فلسفی است؟»، بولتن انجمن ریاضی ایران، شمارهٔ ۵ (۲۵۳۵)، ۷–۲۳.